# Data Universal Numbering System
Data Universal Numbering System – w skrócie DUNS lub D-U-N-S, to zastrzeżony system opracowany i zarządzany przez firmę Dun & Bradstreet (D&B), który przypisuje pojedynczym podmiotom gospodarczym unikalny numeryczny identyfikator, zwany „numerem DUNS”. Został wprowadzony w 1963 roku w celu wsparcia praktyki raportowania kredytowego D&B. Jest to standard używany na całym świecie. Użytkownikami DUNS są Komisja Europejska, Organizacja Narodów Zjednoczonych, rząd Stanów Zjednoczonych i Apple. Ponad 50 światowych stowarzyszeń branżowych i handlowych uznaje, zaleca lub wymaga DUNS. Baza danych DUNS zawiera ponad 500 milionów wpisów dla firm z całego świata, w tym także z Polski.